# Stefan Iwanowski
Stefan Tadeusz Iwanowski (ur. 30 listopada?/12 grudnia 1890 w Orszy, zm. 20 listopada 1954 w Sztokholmie) – pułkownik dyplomowany piechoty Wojska Polskiego, kawaler Orderu Virtuti Militari.

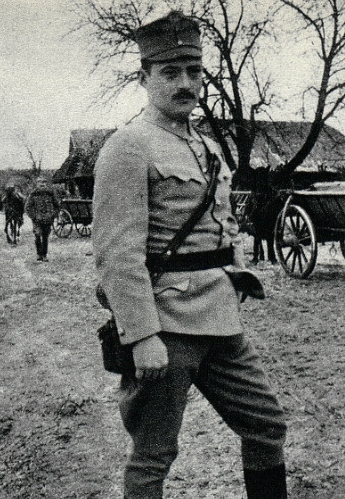
Stefan Iwanowski w czasie służby w Legionach

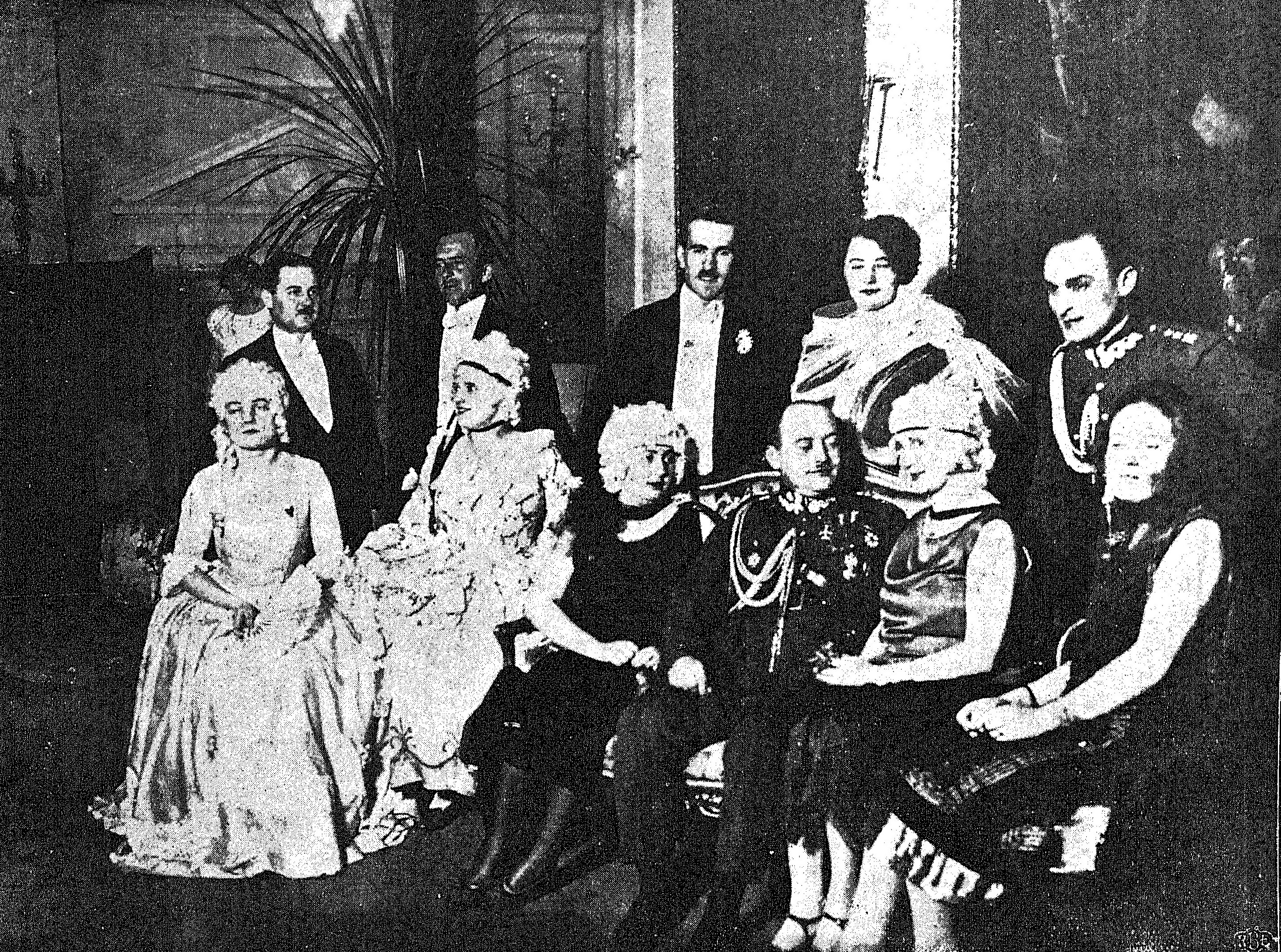
Raut akademicki w Filharmonii w Łodzi (marzec 1925). U dołu siedzą: trzeci od prawej płk Iwanowski, a druga od lewej jego żona

## Życiorys
Syn Edwarda i Natalii z domu von Uberschar. W sierpniu 1914 roku wstąpił do Legionów Polskich i został wcielony do 2 szwadronu kawalerii. Na początku listopada 1914 roku został przeniesiony do żandarmerii polowej. Awansował kolejno na chorążego – 6 listopada 1914 roku, podporucznika – 27 września 1915 roku i porucznika – 1 listopada 1916 roku. Od 31 stycznia do 31 marca 1917 roku był słuchaczem Kursu Sztabu Generalnego w Warszawie. 12 kwietnia 1917 roku pełnił służbę w 3 pułku piechoty Legionów. Reskryptem Rady Regencyjnej z 18 października 1918 został zatwierdzony w stopniu majora w Sztabie Generalnym.
Od 29 września do 26 października 1920 dowodził 14 pułkiem piechoty. 24 września 1921 został szefem sztabu Dowództwa Okręgu Generalnego „Łódź”, a 15 listopada 1921 szefa sztabu Dowództwa Okręgu Korpusu Nr IV w Łodzi. Służbę na tym stanowisku pełnił do 14 września 1926. W międzyczasie, od 16 października 1923 do 24 października 1924, był słuchaczem III Kursu Doszkolenia Wyższej Szkoły Wojennej w Warszawie.
1 grudnia 1924 został awansowany do stopnia pułkownika ze starszeństwem z dniem 15 sierpnia 1924 i 22. lokatą w korpusie oficerów piechoty. Następnie dowodził 42 pułkiem piechoty w Białymstoku. W kwietniu 1928 został wyznaczony na stanowisko dowódcy piechoty dywizyjnej 9 Dywizji Piechoty w Siedlcach, pozostając na ewidencji 42 pułku piechoty. W październiku 1931 został przeniesiony do Dowództwa Okręgu Korpusu Nr II w Lublinie na stanowisko pomocnika dowódcy korpusu do spraw uzupełnień.
Od 24 kwietnia 1934 do 3 kwietnia 1938 był przewodniczącym Zarządu Okręgu ZHP w Lublinie. W czasie służby w garnizonie Lublin był również filistrem honorowym Polskiej Akademickiej Korporacji „Korabja” oraz prezesem Okręgu Lubelskiego Ligi Morskiej i Kolonialnej i przewodniczącym kapituły Krzyża LMiK „Pro Mari Nostro”.
Został osadnikiem wojskowym w osadzie Łozy, gmina Wiśniowiec, powiat krzemieniecki.
W czasie kampanii wrześniowej, 11 września 1939, objął dowództwo improwizowanej Grupy „Żółkiew” z zadaniem osłony Lwowa od północnego zachodu z kierunku Rawy Ruskiej i Niemirowa. Do 17 września grupa pozostawała bez styczności z oddziałami Wehrmachtu. 17 września około południa Grupa „Żółkiew” stoczyła dwugodzinny bój z oddziałami niemieckiej 2 Dywizji Pancernej, w wyniku którego została rozproszona. Dowódca grupy wieczorem tego dnia przybył do Dowództwa Okręgu Korpusu Nr VI we Lwowie, lecz został odesłany z powrotem przez gen. bryg. Władysława Langnera, który polecił mu zebrać rozproszone oddziały. W nocy z 17 na 18 września w rejonie Batiatycz dostał się do niewoli niemieckiej. W niewoli przebywał w Oflagu II B Arnswalde, gdzie od 24 grudnia 1939 był przewodniczącym komitetu redakcyjnego „Gazetki Obozowej” oraz przewodniczącym Komisji Kulturalno-Oświatowej. Od 17 września 1941 w oflagu II C Woldenberg.
W 1945 roku osiedlił się w Szwecji. Pracował jako archiwista w Instytucie Psychotechnicznym Uniwersytetu w Sztokholmie. Działał w Stowarzyszeniu Polskich Kombatantów. Zmarł 20 listopada 1954 roku w Sztokholmie. Pochowany na cmentarzu katolickim Haga Norra.

## Ordery i odznaczenia
- Krzyż Srebrny Orderu Wojskowego Virtuti Militari nr 4936 (1921)[10][11]
- Krzyż Niepodległości (29 grudnia 1933)[12]
- Krzyż Oficerski Orderu Odrodzenia Polski (28 kwietnia 1926)[13][10]
- Krzyż Walecznych (1921)[10][14]
- Złoty Krzyż Zasługi (dwukrotnie: 29 kwietnia 1925[15], 18 lutego 1939[16])
- Krzyż na Śląskiej Wstędze Waleczności i Zasługi[10]
- Medal Pamiątkowy za Wojnę 1918–1921[10]
- Medal Dziesięciolecia Odzyskanej Niepodległości[10]
- Miecze Hallerowskie[17]
- Odznaka pamiątkowa 42 Pułku Piechoty[18]
- Kawaler Orderu Legii Honorowej (Francja)[10]
- Medal Zwycięstwa (Médaille Interalliée)[10]